# Bös Fulen
Le Bös Fulen est une montagne des Alpes glaronaises en Suisse. Culminant à 2 801 mètres d'altitude, il est le point culminant du canton de Schwytz. Il se situe à la frontière entre ce canton et celui de Glaris.

## Ascension
L'ascension du Bös Fulen est assez difficile, car la roche est fragile et il est de ce fait difficile de s'assurer. Les chutes de pierre sont fréquentes et il est nécessaire de passer sur une arête très exposée. Au vu de ses inconvénients, rares sont les alpinistes à s'y rendre. La plupart du temps, ce sont des alpinistes qui souhaitent gravir le plus haut sommet de chaque canton, comme  l'attestent les signatures dans le livre au sommet.